# Johann Friedrich von Brandt
Johann Friedrich von Brandt (25. května 1802 v Jüterbogu – 15. července 1879 v Merreküllu) byl německý přírodovědec.

## Život a činnost
Brandt se narodil v braniborském Jüterbogu, navštěvoval nejprve gymnázium ve Wittenbergu a později Berlínskou univerzitu. V roce 1831 byl jmenován ředitelem zoologického oddělení na Petrohradské akademii věd, kde svá díla publikoval v ruštině jako Fjodor Fjodorovič Brandt (Фёдор Фёдорович Брандт).
Popsal hned několik nových druhů ptáků na základě informacích získaných z ruských průzkumných výprav pořádaných při severoamerickém pobřeží Tichého oceánu. Působil také jako entomolog, specializoval se zejména na studium brouků.
Zemřel v roce 1879 v Merreküllu v Estonské gubernii Ruského impéria.